# 昭和米国物語
『昭和米国物語』（しょうわべいこくものがたり、Showa American Story）は、中華人民共和国のゲーム会社・NEKCOM Entertainmentより2025年に発売予定のゲームソフト。対応プラットフォームはPlayStation 5・PC（Steam配信）。
主題歌は大事MANブラザーズバンドの「それが大事」とわらべの「もしも明日が､､､。」である 。

## 概要
強大な経済力を持った日本によってアメリカ合衆国が文化的植民地とされるという架空の世界を舞台としたアクションゲーム。
2022年1月8日に開発が発表された。
2024年11月1日、IGN Japan公式YouTubeに投稿されたトレーラー内において、
- 2025年発売予定である事

- 2024年冬にさらなる情報が公開される事

の二つが発表された。
最初のトレーラームービーが公開された後、中国、アメリカ、日本で大きな反響を呼び、議論も巻き起こした。

## あらすじ
昭和66年（1991年）。バブル景気によって経済的優位に立った日本はアメリカの領土の大半を買収。急増した日系移民によりアメリカは日本の経済・文化的植民地と化してしまう。二つの異なる文化の融合は矛盾や衝突に見舞われるも、時が経つにつれて人々に受け入れられていった。
19歳のスタントマンである蝶子は新作アクション映画のオーディションのため、妹と共にかつてハリウッドと呼ばれた「新横浜」を訪れる。しかし突如、謎の黒装束の集団に襲われて殺害され、郊外の荒野へと埋められてしまった。時は流れ、蝶子は何故か息を吹き返し、土中から這い出す。そこは蝶子の知っているアメリカではなく、「災害」によって変わり果てた世界だった。ゾンビや怪異が蔓延り、極道やならず者が跋扈するという秩序の崩壊したアメリカで、蝶子は真実の探究と行方不明の妹の捜索、そして復讐を果たすべく旅立つ。

## 登場人物
千草 蝶子
本作の主人公。映画スターを夢見るスタントマンの少女。新作アクション映画のオーディションに訪れた「新横浜」で黒装束の集団に殺害される。しかし突如として特殊能力を得て蘇り、廃墟で見つけたキャンピングカーとバイクを修理してアメリカ横断の旅に出る。